# Tom Gompf
Tom Gompf (n. 17 martie 1939, Dayton, Ohio, SUA) este un săritor în apă ce a reprezentat Statele Unite ale Americii, medaliat olimpic. A participat la o ediție a Jocurilor Olimpice (1964) în care a câștigat o medalie de bronz.

## Participări
Lista de mai jos prezintă principalele competiții la care a participat Tom Gompf de-a lungul carierei.
- diving at the 1964 Summer Olympics – men's 10 metre platform[*]